# GAZ-69
GAZ-69 là một xe tải hạng nhẹ bốn bánh được sản xuất bởi hãng GAZ (ГАЗ, hoặc Gorkovsky Avtomobilnyi Zavod) từ năm 1953 đến 1954. Từ năm 1954 đến 1972 thì xe được sản xuất bởi hãng UAZ, gọi là UAZ-69, dù chúng thường được gọi là GAZ-69. Nó cũng được sản xuất theo giấy phép của ARO ở România, đầu tiên là IMS-57, sau đó là Muscel M59, rồi về sau được hiện đại hóa thành Muscel M461. Nhiều xe tải GAZ-69 đã được sử dụng ở Ba Lan trong thời kỳ Chiến tranh Lạnh.
Các phiên bản cơ bản GAZ-69 có hai cánh cửa duy nhất và thường xuyên xuất hiện với loại vải bạt tiêu chuẩn hàng đầu và bên trên. Loại biến thể khác có GAZ-69A (UAZ-69A) với hai cặp cửa ra vào. Từ mẫu UAZ-69 đã được phát triển thành loại xe tải địa hình và xe tải hạng nhẹ UAZ-450 cùng mẫu xe jeep mới hơn UAZ-469.
GAZ-69 là chiếc xe địa hình hạng nhẹ cơ bản của quân đội Liên Xô, để thay thế GAZ-67 và Willys Jeep. GAZ-69 được tự thay thế bằng mẫu UAZ-469. Nó cũng được dùng làm cơ sở cho loại pháo tự hành chống tăng 2P26 và AT-1 Snapper cũng như cho chiếc GAZ 46 MAV, một loại xe lưỡng cư 4x4 hạng nhẹ, có thiết kế phần lớn được sao chép từ mẫu Ford GPA 'Seep' trong Thế chiến II.